# Параћин
Параћин је градско насеље у Србији и седиште истоимене општине у Поморавском управном округу. Према попису из 2022. било је 22.349 становника. Налази се у Поморављу, северно од Крушевца и југоисточно од Крагујевца.

## Историја
Насеље на месту данашњег Параћина основали су Римљани под називом Сармантес, најпре као успутну станицу на Војничком путу (Виа милитарис). У повељи кнеза Лазара из 14. века, (највероватније 1375. године) помиње се као дар манастиру св. Атанасија трг Паракинов брод. Верује се да је Параћин као варош са тргом добио назив по Паракину, скелеџији грчког порекла и броду који је превозио преко реке (отуд Паракинов брод). Временом је име вароши прешло у Параћин.
Светолик Драгачевац, срески начелник из Параћина у пензији, антифашиста (Јосинговац), је 25. марта 1941. написао писмо Адолфу Хитлеру на које је добио одговор, али је депортован у логор Матхаузен где је и умро. Овде је сахрањен херој Живота Ђурић.
У завичајном музеју у Параћину чувају се фосилни остаци моравског крокодила који је пре 16 милиона година живео у српском језеру.
Према легенди, Параћин је место порекла Васине торте која је ту настала почетком 20. века.
Параћинци су познати под надимком џигерани којег носе због догађаја приликом кога су хтели да угосте српског Књаза Милоша џигерицом као специјалитетом, а он увређен рекао „Џигерицо и ти ли си месо, Параћинци и ви ли сте људи?”
Овде се налазе Запис липа код цркве (Параћин), Запис липа код школе (Параћин), Запис клен Свете Недеље (Параћин ван варош) и Запис Радивојевића храст (Параћин ван варош).
Нижа реална гимназија је отворена 1879, нова зграда гимназије је завршена 1939, а освећена на Савиндан 1940, пошто је рад у њој већ почео.
У време Краљевине СХС, ранији Моравски округ, са седиштем у Ћуприји, коме је припадао параћински срез, постао је Моравска област. Она постаје део Моравске бановине 1929. Место и околина су били погођени поплавом у мају 1925, вода је ушла и у фабрике бонбона и штофа.
У време "Недићеве Србије" за цивилне сврхе су у децембру 1941. били успостављени срезови и окрузи, усклађени са немачким војним областима: срез Параћински је био у округу Јагодина; Обласна команда бр. 610 Краљево је имала Окружну команду бр. 834 у Ћуприји.
Почетком фебруара 1944. четници су убили осморо осумњичених комунистичких симпатизера. Јединице совјетског Трећег украјинског фронта ушле су у град 13. октобра 1944. Двојица проглашених народних хероја су рођени у околини места: Бранко Крсмановић и Момчило Поповић Озрен.
Параћински масакр се догодио 3. септембра 1987, када је војник албанске народности у касарни убио четворицу и ранио петорицу другова, што је шокирало целу Југославију, у контексту кризе на Косову.
Овде се налази ФК СФС Борац Параћин, као и ФК Јединство Параћин, најуспешнији фудбалски клуб у овом граду.

## Демографија
У насељу Параћин живи 20.172 пунолетна становника, а просечна старост становништва износи 39,2 година (37,8 код мушкараца и 40,6 код жена). У насељу има 8.565 домаћинстава, а просечан број чланова по домаћинству је 2,93.
Ово насеље је великим делом насељено Србима (према попису из 2002. године).
|             | \| Демографија[11] \| Демографија[11] \| Демографија[11] \| \| Година \| Становника \| Становника \| \| --------------- \| --------------- \| --------------- \| \| 1948. \| 10.110 \| \| \| 1953. \| 11.175 \| \| \| 1961. \| 15.648 \| \| \| 1971. \| 21.511 \| \| \| 1981. \| 24.407 \| \| \| 1991. \| 25.567 \| 24.710 \| \| 2002. \| 25.292 \| 26.476 \| \| 2011. \| 25.104 \| \| \| 2022. \| 22.349 \| \| |            |
| Демографија | |            |
| Година      | Становника | Становника |
| 1948.       | 10.110 |            |
| 1953.       | 11.175 |            |
| 1961.       | 15.648 |            |
| 1971.       | 21.511 |            |
| 1981.       | 24.407 |            |
| 1991.       | 25.567 | 24.710     |
| 2002.       | 25.292 | 26.476     |
| 2011.       | 25.104 |            |
| 2022.       | 22.349 |            |

| Етнички састав према попису из 2022.‍ | Етнички састав према попису из 2022.‍ | Етнички састав према попису из 2022.‍ | Етнички састав према попису из 2022.‍ | Етнички састав према попису из 2022.‍ |
| ------------------------------------ | ------------------------------------ | ------------------------------------ | ------------------------------------ | ------------------------------------ |
|                                      |                                      |                                      |                                      |                                      |
| Срби                                 | Срби                                 |                                      | 20.367                               | 91,13%                               |
| Роми                                 | Роми                                 |                                      | 547                                  | 2,45%                                |
| Југословени                          | Југословени                          |                                      | 48                                   | 0,21%                                |
| Македонци                            | Македонци                            |                                      | 31                                   | 0,14%                                |
| Црногорци                            | Црногорци                            |                                      | 31                                   | 0,14%                                |
| Хрвати                               | Хрвати                               |                                      | 25                                   | 0,11%                                |
| Албанци                              | Албанци                              |                                      | 19                                   | 0,09%                                |
| Руси                                 | Руси                                 |                                      | 15                                   | 0,07%                                |
| Горанци                              | Горанци                              |                                      | 14                                   | 0,06%                                |
| Бугари                               | Бугари                               |                                      | 12                                   | 0,05%                                |
| Словаци                              | Словаци                              |                                      | 6                                    | 0,03%                                |
| Мађари                               | Мађари                               |                                      | 4                                    | 0,02%                                |
| Муслимани                            | Муслимани                            |                                      | 4                                    | 0,02%                                |
| Румуни                               | Румуни                               |                                      | 3                                    | 0,01%                                |
| Украјинци                            | Украјинци                            |                                      | 3                                    | 0,01%                                |
| Словенци                             | Словенци                             |                                      | 2                                    | 0,01%                                |
| Немци                                | Немци                                |                                      | 2                                    | 0,01%                                |
| Бошњаци                              | Бошњаци                              |                                      | 1                                    | 0,00%                                |
| Власи                                | Власи                                |                                      | 1                                    | 0,00%                                |
| Остали                               | Остали                               |                                      | 36                                   | 0,16%                                |
| Регионална припадност                | Регионална припадност                |                                      | 5                                    | 0,02%                                |
| Нису се изјаснили                    | Нису се изјаснили                    |                                      | 281                                  | 1,26%                                |
| Непознато                            | Непознато                            |                                      | 892                                  | 3,99%                                |

| \| \| м \| \| \| ж \| \| ? \| 93 \| \| \| 91 \| \| 80+ \| 146 \| \| \| 233 \| \| 75—79 \| 261 \| \| \| 449 \| \| 70—74 \| 442 \| \| \| 661 \| \| 65—69 \| 657 \| \| \| 794 \| \| 60—64 \| 636 \| \| \| 764 \| \| 55—59 \| 649 \| \| \| 663 \| \| 50—54 \| 967 \| \| \| 1.046 \| \| 45—49 \| 1.066 \| \| \| 1.166 \| \| 40—44 \| 918 \| \| \| 1.035 \| \| 35—39 \| 744 \| \| \| 865 \| \| 30—34 \| 761 \| \| \| 859 \| \| 25—29 \| 867 \| \| \| 831 \| \| 20—24 \| 901 \| \| \| 896 \| \| 15—19 \| 901 \| \| \| 849 \| \| 10—14 \| 824 \| \| \| 713 \| \| 5—9 \| 730 \| \| \| 633 \| \| 0—4 \| 595 \| \| \| 586 \| \| Просек : \| 37,8 \| \| \| 40,6 \| |       |  |  |       |
| |       |  |  |       |
| | м     |  |  | ж     |
| ? | 93    |  |  | 91    |
| 80+ | 146   |  |  | 233   |
| 75—79 | 261   |  |  | 449   |
| 70—74 | 442   |  |  | 661   |
| 65—69 | 657   |  |  | 794   |
| 60—64 | 636   |  |  | 764   |
| 55—59 | 649   |  |  | 663   |
| 50—54 | 967   |  |  | 1.046 |
| 45—49 | 1.066 |  |  | 1.166 |
| 40—44 | 918   |  |  | 1.035 |
| 35—39 | 744   |  |  | 865   |
| 30—34 | 761   |  |  | 859   |
| 25—29 | 867   |  |  | 831   |
| 20—24 | 901   |  |  | 896   |
| 15—19 | 901   |  |  | 849   |
| 10—14 | 824   |  |  | 713   |
| 5—9 | 730   |  |  | 633   |
| 0—4 | 595   |  |  | 586   |
| Просек : | 37,8  |  |  | 40,6  |

| Година пописа     | 1948. | 1953. | 1961. | 1971. | 1981. | 1991. | 2002. |
| ----------------- | ----- | ----- | ----- | ----- | ----- | ----- | ----- |
| Број домаћинстава | 3.515 | 3.540 | 4.859 | 6.730 | 7.885 | 8.158 | 8.565 |

| Број чланова      | 1     | 2     | 3     | 4     | 5   | 6   | 7  | 8  | 9  | 10 и више | Просек |
| ----------------- | ----- | ----- | ----- | ----- | --- | --- | -- | -- | -- | --------- | ------ |
| Број домаћинстава | 1.692 | 2.047 | 1.689 | 1.975 | 683 | 338 | 86 | 35 | 10 | 10        | 2,95   |

| Пол    | Укупно | Неожењен/Неудата | Ожењен/Удата | Удовац/Удовица | Разведен/Разведена | Непознато |
| ------ | ------ | ---------------- | ------------ | -------------- | ------------------ | --------- |
| Мушки  | 10.009 | 2.853            | 6.263        | 471            | 371                | 51        |
| Женски | 11.202 | 2.268            | 6.352        | 1.780          | 760                | 42        |
| УКУПНО | 21.211 | 5.121            | 12.615       | 2.251          | 1.131              | 93        |

| Пол    | Укупно                    | Пољопривреда, лов и шумарство | Рибарство                            | Вађење руде и камена | Прерађивачка индустрија       |
| ------ | ------------------------- | ----------------------------- | ------------------------------------ | -------------------- | ----------------------------- |
| Мушки  | 4.773                     | 118                           | 0                                    | 6                    | 2.145                         |
| Женски | 3.927                     | 51                            | 0                                    | 2                    | 1.498                         |
| Укупно | 8.700                     | 169                           | 0                                    | 8                    | 3.643                         |
|        |                           |                               |                                      |                      |                               |
| Пол    | Производња и снабдевање   | Грађевинарство                | Трговина                             | Хотели и ресторани   | Саобраћај, складиштење и везе |
| Мушки  | 102                       | 237                           | 772                                  | 86                   | 273                           |
| Женски | 36                        | 54                            | 775                                  | 94                   | 97                            |
| Укупно | 138                       | 291                           | 1.547                                | 180                  | 370                           |
|        |                           |                               |                                      |                      |                               |
| Пол    | Финансијско посредовање   | Некретнине                    | Државна управа и одбрана             | Образовање           | Здравствени и социјални рад   |
| Мушки  | 34                        | 96                            | 252                                  | 155                  | 132                           |
| Женски | 49                        | 80                            | 184                                  | 320                  | 450                           |
| Укупно | 83                        | 176                           | 436                                  | 475                  | 582                           |
|        |                           |                               |                                      |                      |                               |
| Пол    | Остале услужне активности | Приватна домаћинства          | Екстериторијалне организације и тела | Непознато            | Непознато                     |
| Мушки  | 152                       | 0                             | 1                                    | 212                  | 212                           |
| Женски | 121                       | 2                             | 0                                    | 114                  | 114                           |
| Укупно | 273                       | 2                             | 1                                    | 326                  | 326                           |

## Познате личности
- Светолик Драгачевац, срески начелник који је написао претеће писмо Адолфу Хитлеру уочи инвазије на Југославију марта 1941
- Евстатије Ракић, архимандрит
- Момчило Поповић Озрен, народни херој из Бусиловца (Параћин)
- Живота Ђурић, херој из рата на Косову
- Ана Николић, певачица
- Бојан Кркић старији [], бивши фудбалер
- Марчело, познати репер
- Ненад Ђорђевић, српски фудбалер

## Братски градови
- Елефтерио-Корделио, Грчка
- Пердика, Грчка
- Мурска Собота, Словенија
- Јабланица, Босна и Херцеговина (федерација)
- Штип, Северна Македонија

## Галерија
- Центар града Параћина
- Српска фабрика стакла
- Споменик у центру града
- Библиотека у Параћину „Др Вићентије Ракић”
- Хотел Петрус
- Црква Свете Тројице
- Споменик Бранку Крсмановићу
- Манастир Лешје
- Горња Мутница
- Река Црница која протиче кроз Параћин
- Врело Грзе
- Сат у парку
- Нови културни центар
- Фонтана
- Фонтана „Слободе” — симбол братства и јединства
- Културни центар Параћин
- Споменик палим борцима у ратовима 1990—1999. у Параћину
- Манастир Свете Петке Изворске